# عملیات تونس

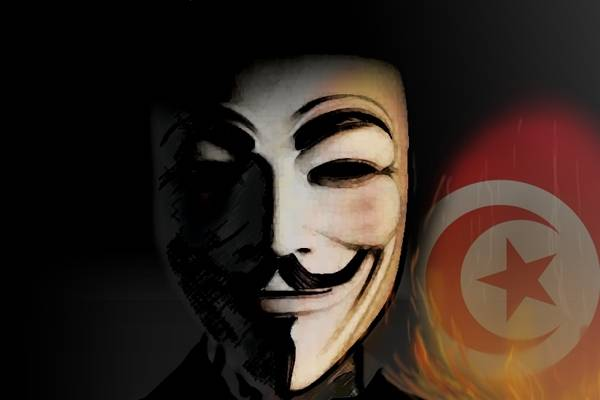

عملیات تونس (به انگلیسی: Operation Tunisia) یکی از عملیات‌های گروه آنانیموس در جهت کمک به انقلاب تونس است. این عملیات با روش سنتی گروه آنانیموس یعنی حملات انکار سرویس علیه وبگاه‌های دولتی تونس آغاز شد. همچنین آنانیموس اسنادی را علیه دولت تونس در اختیار معترضین تونسی قرار داد و به وسیله نرم‌افزار تور و افزونه‌های اختصاصی به آن‌ها کمک کرد تا سانسور اینترنت توسط دولت را دور بزنند.